# それいけ!アンパンマン ふわふわフワリーと雲の国
『それいけ!アンパンマン ふわふわフワリーと雲の国』（それいけアンパンマン ふわふわフワリーとくものくに）は、2021年6月25日公開の日本のアニメ映画。『それいけ!アンパンマン』映画シリーズ通算第32作。キャッチコピーは『"雲の国"でドキドキふわふわ大冒険!』。

## 概要
雲の子供・フワリーとアンパンマン達が、フワリーの生まれた雲の国を救うべく奮闘する物語。
また、ドキンちゃんが主役となる初の長編映画でもある。
前作までと同様に観客が歌や手拍子を楽しむパートが導入され、「アンパンマンスタジアム」を舞台に「サンサンたいそう」や「たましいの歌」などの歌を織り交ぜつつ様々なスポーツ競技が展開される。
ゲスト声優として、フワリー役には、以前から「メロンパンナちゃん」と名付けた犬を飼っていることで知られ、生前のやなせたかしに自作のキャラクターを売り込んだ経験があるという女優・深田恭子、雲の長老役にはお笑いコンビ・アンタッチャブルの山崎弘也が担当する。
なお、新型コロナウイルスの影響で予定の公開日（2020年6月26日）から2021年6月25日に延期が決定した。『アンパンマン』の映画作品の公開が延期されるのは本作が初のケースで、同時に2020年に映画は公開されず、1989年から公開された『アンパンマン』の映画としては初の空白期となった。

## あらすじ
「雲の国」は、植物を元気にしたり雨や虹を作り出すための「雲」を様々な町や星へ配りながら旅を続ける、空を飛ぶ国。
そんな雲の国で生まれたとある雲の赤ちゃんが、ある時ばいきんまん達と出会う。ドキンちゃんに「フワリー」と名付けられた赤ちゃんは元気に育ち、やがて2人の間に絆が生まれていく。
一方、雲の国では、謎の汚れによって空を飛べなくなるという事件が発生。雲の長老と雲の子達がアンパンマン達に助けを求める。さらに、雲の国の王様になろうと企んだばいきんまんが発明した黒雲「バイグモラ」が大暴走を起こしてしまう。
バイグモラによって雲の国はたちまち黒雲に覆われ、ついにはアンパンマンワールドに照らされる太陽の光も失われてしまう。ドキンちゃんと友情を結んだフワリーは、雲の国を守る為にアンパンマン達と力を合わせる。

## 登場キャラクター（キャスト）
詳細はアンパンマンの登場人物一覧を参照。

### レギュラーキャラクター
アンパンマン
声 - 戸田恵子
ばいきんまん
声 - 中尾隆聖
フワリー誕生のきっかけを作った元凶である。
バイグモラとともに、敵として登場するが、一時的にバイグモラと仲間割れになる。
バイグモラが倒されると、一緒に退場される。
ドキンちゃん
声 - 冨永みーな
本作の主役。フワリーと出会う。
『ドキンちゃんのドキドキカレンダー』以来の主演作だが長編としては本作が初となる。
仲良くなったフワリーを雲の国に帰さないよう他の雲の子たちと会うのを止めようとするも逆に口論になってしまう。しかし、姿かたちは違っていても友達でいられるという、アンパンマンとフワリーの会話を聞いて、一緒に雲の国に戻ることにする。そうしているうちに絆が生まれ、事件解決後にフワリーと別れ、何時もの様にある湖の畔にある小島で花に水をやっていたところ、フワリーの頭に似た雲がやってきて雨を降らせる。その後雲は消えてしまうが、彼女の笑顔を描いた花畑が小島一面に広がった場面で物語が締めくくられた。
ジャムおじさん
声 - 山寺宏一
前任の増岡弘が直腸がんで死去したため、テレビアニメ同様に本作からは山寺がチーズ、カバオ、かまめしどん等を兼任する形で担当することになった。
バタコさん
声 - 佐久間レイ
めいけんチーズ
声 - 山寺宏一
ホラーマン
声 - 矢尾一樹
カレーパンマン
声 - 柳沢三千代
しょくぱんまん
声 - 島本須美
メロンパンナ
声 - かないみか
クリームパンダ
声 - 長沢美樹
みみせんせい
声 - 滝沢ロコ
ピョン吉
声 - 原えりこ
カバ夫
声 - 山寺宏一
ウサコ
声 - 中村ひろみ
ちびぞうくん
声 - 坂本千夏
おそうじトリオ
おそうじまん
声 - 鈴木琢磨
バケツくん
声 - 高橋美佳子
タワシくん
声 - 木村陽子
雲の国をきれいにするためにアンパンマンたちに呼び出された。
雲のアンパンマン

### ゲストキャラクター
フワリー
声 - 深田恭子
雲の国に生まれた雲の赤ちゃんで、ばいきんまんのバイキンマッチョロボが雲の国にある雲の木にぶつかったことでそこから落ちてしまう。その後ばいきんまん達と出会い、ドキンちゃんに名付けられるが、そのフワリーが雲の子の一人であることは知らなかった。だが、中盤でそれを知ったドキンちゃんはフワリーを雲の国に帰さないよう、他の雲の子たちと会うのを止めようとするも逆に口論になってしまいある湖の畔にある小島（終盤でドキンちゃんが花に水をやっていたあの小島）に行き着いた。
その後、姿かたちは違っていても友達でいられるという、アンパンマンの会話を聞いて、「ドキンちゃんが大好き」と言う本心を言った。これがドキンちゃんとのよりを戻すきっかけになった他、これによってアンパンマン達とバイグモラとの戦いに終止符を打つ結果を齎した。その際、雲で作られた馬に乗って、それからすぐドキンちゃんを乗せて馬を増やしてバイグモラと戦ったり、他の雲の子たちと一緒に雲で巨大なアンパンマンを作ったりと大活躍をした。そして最後の姿として背中に可愛い雲の羽が生えた、まるで天使の様な姿を披露して胸に付いているレインドロップで雲の国を綺麗にし雲の花で一杯にしたのち、アンパンマンに逆転勝利させるきっかけを作って雲の国の平和を守った後ドキンちゃんと別れ、雲の国で新たな雲を作る為に、他の星へ向かうため旅をすることになった。
雲の長老
声 - 山崎弘也（アンタッチャブル）
雲の子達と共に各地へ雲を配りながら旅を続ける、雲の国の老人。雲の国が飛ぶ力を失ってしまい、ジャムおじさんに助けを求める。バイグモラの攻撃からジャムおじさんたちを庇うために身動きが取れなくなってしまう。
雲の子
声 - 和多田美咲、鈴木琢磨など
雲の国の子供達で、雲の木の枝から生まれる。

### その他の登場キャラクター
ひのたまこぞう
声 - 梅澤廉
火山に住む火の子供。映画本編では第2作目の『ばいきんまんの逆襲』以来の登場（第3作目、第4作目の同時上映では声なしで登場）。声優がテレビ版、映画第1作目、第2作目の田中真弓から変更されていた。
シドロ&モドロ
声 - ドリーミング
ネコ美
コン太
コキンちゃん
おひなちゃん
右大臣
仕丁
テッド
つばさくん
空飛ぶベッドくん
おむすびまん
Tシャツくん
鉄火のマキちゃん
リレー競技を走ってTシャツくんが先にゴールした。
こむすびまん
ビー玉攻撃をして、ばいきんまんと戦った。
かつぶしまん
鉄火のマキちゃんと共にばいきんまんと戦った｡
忍者のニャンジャ
タータン
タオルくん
走り高跳びを飛んで、ニャンジャが回転力で飛んだ。
ハンバーガーキッド
ピクルス
やきそばパンマン
ソース
キャンディ姫
木馬
ドリアン王女
アボガドじいや
かびるんるん
かしわもちまん
かぜまる
きりまる
声 - かないみか
くもまるは登場していない。
どんぶりまんトリオ
カツドンマン
かまめしどん

声 - 山寺宏一　
てんどんまんは登場していない。
でんでん一座
だいこんやくしゃ
ゆでたまごちゃん
しろかぶくん
声 - 冨永みーな
以上、オープニングに登場。
ブリキッド
宇宙を旅するブリキのロボット、ブリキッドの大事な宇宙船のみ登場した。なお、本物は登場していない。　
レアチーズ
ウサコの家のマルチーズ犬、チーズと一緒に乗っているチーズバケット号のみで登場。なお、本物は登場していない。
街の人（アンパンマンスタジアムの観客者）
ヤギおじさん

## 用語
雲の国
クジラの姿をした大きな外観をした、星から星へと渡りゆく雲で出来た世界。
アンパンマンスタジアム

### 乗り物と道具
飛行船アンパンマン号
バイグモラによって湖に落とされてしまう。
チーズバケット号
オープニングのみ登場。
ブリキッドの宇宙船
オープニングのみ登場。
ドキンUFO
レインドロップ
フワリーの胸に付いているしずく型のアクセサリー。雲を操る不思議な力を持つ。ばいきんまんはこれを使ってバイグモラを生み出そうと企む。
ドリアン王女の馬車
オープニングのみ登場。
しょくぱんまん号

#### バイキンメカ
バイキンUFO
だだんだん
オープニングのみ登場。
バイグモラ
声 - 鈴木琢磨
ばいきんまんが雲の国の王様になる為に発明した巨大な黒い雲の怪物。顔と口調はばいきんまんにそっくり。雲の弾丸や相手を雲に変える光線、いなびかり、クモクモパンチなどを武器に雲の国を襲うが、途中でドキンちゃんの乱入により暴走してしまう。ばいきんまんやドキンちゃんたちにも攻撃をするが、最後はフワリーの力で元気百倍になったアンパンマンのレインボーアンパンチに倒され、ばいきんまんとホラーマンと共に遠くへ飛んでいった。
バイキンレインドロップ
フワリーのレインドロップのエネルギーにバイキン草のバイキンエキスを混ぜてできたもの。ばいきんまんはそれを雲の国に植え、泥水をあげて咲いた花（バイキン草に大変よく似ている）から発生した雲からバイグモラを生み出す。
バイキンエキス
バイキン草から取り出したエキス。最初はこれを弾丸投げ型のカプセルに入れ、パン工場を汚そうとしたがバイキンマッチョロボが誤作動を起こし雲の国まで飛んで行って雲の国のコントロール室に落ちて雲の国が汚れ機能停止してしまった。その後バイキンレインドロップを作るために登場。
バイキンマッチョロボ
もぐりん
バリンガー
バイキンエンピツロボ
バイキンラッセルカー
バクバクロボ
だるまロボット
バイキンオクトパス
デカマリン
バイキンマッチョUFOロボ

## スタッフ
- 原作 - やなせたかし（フレーベル館刊）
- 制作 - 沢桂一、藤本鈴子、竹崎忠、中野正之、越尾正子、鈴江秀樹、太田和宏
- プロデューサー - 岩崎和義、高橋雄一、伊藤卓哉
- 脚本 - 藤田伸三
- 主題歌 - やなせたかし、三木たかし
- 音楽 - いずみたく、近藤浩章
- キャラクターデザイン・作画監督 - 前田実
- 美術監修 - 石垣努
- 美術監督 - 小山田有希
- 色彩設計 - 原田幸子
- 撮影監督 - 佐々木明美
- 編集 - 小宅貴史
- 文芸担当 - 上田菜保子
- アニメーションプロデューサー - 竹元将泰
- 監督 - 川越淳
- 文芸進行 - 米山昂
- 制作デスク - 小槌裕子、田村有里
- 原画 - 菖蒲隆彦、星名靖男、和田佳純、清水健一、遠藤栄一、山内貴美子、志村恵美子、他
- 配給 - 東京テアトル
- 制作 - アンパンマン制作委員会2021（日本テレビ、トムス・エンタテインメント、バップ、フレーベル館、やなせスタジオ、日本テレビ音楽、東京テアトル）

## 楽曲
オープニング『アンパンマンのマーチ』
エンディング『勇気りんりん』
作詞：やなせたかし、作曲：三木たかし、編曲：大谷和夫、歌：ドリーミング
挿入歌
『たましいの歌2021』
作詞：やなせたかし、作曲：いずみたく、編曲：近藤浩章、歌：ドリーミング
第13作目『ゴミラの星』のシリアスな曲調と違い、テンポアップにした感じの明るい曲調になっている。
『サンサンたいそう』
作詞：やなせたかし、作曲・編曲：近藤浩章、歌：ドリーミング
『いくぞ!ばいきんまん』
作詞：やなせたかし、作曲：いずみたく、編曲：近藤浩章、歌：中尾隆聖